# اچ‌دی ۱۱۰۴۵۸
اچ‌دی ۱۱۰۴۵۸ یک ستاره است که در صورت فلکی قنطورس قرار دارد.